# راندي بارنت
راندي بارنت (بالإنجليزية: Randy Barnett)‏ هو كاتب ومحامي أمريكي، ولد في 5 فبراير 1952 في شيكاغو في الولايات المتحدة.

## وصلات خارجية
- راندي بارنت على موقع IMDb (الإنجليزية)